# طورة
طورة هي قرية في مقاطعة خوي، إيران. يقدر عدد سكانها بـ 275 نسمة بحسب إحصاء 2016.